# アポロンの翼
アポロンの翼（アポロンのつばさ）は、レコード会社のrock fieldがプロデュースする日本のアイドルグループ。
2023年3月5日デビュー。通称「ロンツバ」

## 概要
コンセプトは「ギリシャ神話の世界から“愛と勇気と友達”を与える為人間界に降り立った双子のアルテミスの翼を追って降臨した7柱（デビュー当初は9柱。メンバー変更（下記参照）を経て2023年9月9日より7柱）」。
メンバーの名前にもギリシャ神話の神や星座に由来するメンバー名が存在する。
通称「ロンツバ」の由来は双子グループ「アルテミスの翼」の通称「アルツバ」に準じたもの。
ライブ活動を中心に、テレビやラジオなどで活動中。主に東京都内及び近県で活動しているが、2023年6月17日には愛知県、2023年7月21日～7月22日には岐阜県、2023年9月29日〜30日には北海道への遠征を行った。

## 略歴

### 2023年
- 2月21日 ミューズ・ナナ、カプリコーン・サナ、サジタリアス・ユーリ、キャンサー・ユア、スコーピオン・レイナ、セレネ・ハノン、キグナス・サエ、ペガサス・ユイナ、アキレス・マリの9人での活動が発表された。
- 3月5日 新宿Key Studioで開催された双子グループアルテミスの翼のライブ「ワンマンライブepisode1『Ship of Theseus』」に先立ち、同日同会場で行われたお披露目ライブにてデビュー。後見人（役職名：プレジデント）にアルテミスの翼のカナコ・ケンタウロスが就任。
- 5月7日 8月15日に1stシングル「きらぁちゅーん！」をリリースすることを発表。
- 5月28日 渋谷Milky wayにて初の単独ライブを開催。
- 6月16日 公式Twitterにて、サジタリアス・ユーリが2023年6月16日付で脱退することを発表。同告知においてミューズ・ナナとアキレス・マリが2023年6月25日付で脱退することもあわせて発表。
- 6月17日 愛知県（Aichi Sky Expo）への初の遠征を実施。
- 6月25日 Shibuya GRITにて2度目の単独ライブを開催。当該ライブを最終出演としてミューズ・ナナとアキレス・マリが同日付で卒業。
- 7月16日 渋谷WALLYにてキャンサー・ユア生誕祭を実施。
- 7月21日 ～ 7月22日 岐阜県不破郡関ケ原町（桃配運動公園）で開催されたSEKIGAHARA IDOL WARS 〜関ケ原唄姫合戦〜への2度目の遠征を実施。
- 8月4日 公式X（旧Twitter）にて、2023年9月9日付で新メンバー バルゴ・ハナが加入することを発表。同告知において2023年9月9日に神田EDOCCO STUDIOにてバルゴ・ハナのデビューライブ兼生誕祭を開催することもあわせて発表。
- 8月5日 8月15日に発売予定であった1stシングルを10月3日発売に延期することを発表。同告知において4曲入りシングルから5曲入り（きらぁちゅーん！、憧れアフロディーテ、星屑のメロディ、絶対宣言！、festival）の1stミニアルバム「Wings of Apollon」に変更することもあわせて発表。
- 9月9日 神田EDOCCO STUDIOにてバルゴ・ハナのデビューライブ兼生誕祭を実施。
- 9月29日 〜 9月30日 北海道札幌市（ZEUS SAPPORO、Zepp SAPPORO）で開催されたHOKKAIDO LIVEPRO FESTIVAL2023への3度目の遠征を実施。
- 10月3日 1stミニアルバム「Wings of Apollon」をリリース。オリコンランキング・デイリーアルバムチャート1位を獲得。
- 12月23日 ユキホ・ライオネットの加入と、翌日24日にお披露目することを発表[2]。

### 2024年
- 4月4日、キグナス・サエがグループ脱退[3]。
- 4月15日、ミミハ・ドラゴンの加入と21日にお披露目することを発表[4]。
- 6月23日、セレネ・ハノンがグループ脱退[5]。
- 8月8日、9月8日をもってグループを解散することを発表。

## メンバー
| 名前                 | 設定                 | 誕生日   | 出身地       | カラー                           | 活動期間         | 備考                         |
| -------------------- | -------------------- | -------- | ------------ | -------------------------------- | ---------------- | ---------------------------- |
| ペガサス・ユイナ     | 羽の生えた馬娘       | 11月12日 | ペガサスの国 | ア・パーフェクト・ピンク・スカイ | 2023年3月5日 -   |                              |
| バルゴ・ハナ         | 赤いワンピースの乙女 | 9月13日  | 神奈川県     | レッド・ワンピース               | 2023年9月9日 -   |                              |
| ユキホ・ライオネット |                      | 11月5日  | 沖縄県       | アルヒ・グリーン                 | 2023年12月24日 - | 加入前は神村幸抱として活動。 |
| ミミハ・ドラゴン     |                      |          |              |                                  | 2024年4月21日 -  |                              |

### 元メンバー
| 名前                 | 設定                | 誕生日        | 出身地 | カラー                             | 活動期間                     | 備考                 |
| -------------------- | ------------------- | ------------- | ------ | ---------------------------------- | ---------------------------- | -------------------- |
| サジタリアス・ユーリ | 射手座の女          | 12月8日       | 東京都 | パープル・プリンス・レイン         | 2023年3月5日 - 6月15日       |                      |
| ミューズ・ナナ       | 芸術、石鹸の女神    | 8月11日       | 埼玉県 | ゼップ・レッド                     | 2023年3月5日 - 6月25日       |                      |
| アキレス・マリ       | 俊足の英雄          | 1月28日       | 福島県 | アメリカン・グリーン・イディオット | 2023年3月5日 - 6月25日       |                      |
| スコーピオン・レイナ | さそり座の女        | 11月12日      | 東京都 | オレンジ・シャンハイ・ハニー       | 2023年3月5日 - 12月2日       |                      |
| カプリコーン・サナ   | 山羊女              | 1月10日       | 福岡県 | リバーシブルー                     | 2023年3月5日 - 2024年3月5日  |                      |
| キャンサー・ユア     | 蟹女                | 7月3日        | 東京都 | イエロー・ジャム・モンキー         | 2023年3月5日 - 2024年3月5日  |                      |
| キグナス・サエ       | 白鳥座でございます! | 1月24日       | 埼玉県 | スモーク・オン・ザ・ウォーター     | 2023年3月5日 - 2024年4月4日  |                      |
| セレネ・ハノン       | 月、b2の女神        | 2001年1月17日 | 埼玉県 | プラチナ・スターb2                 | 2023年3月5日 - 2024年8月23日 | 『Zipper』専属モデル |

## 出演

### テレビ番組
- 13分のステージ（2023年3月16日、テレビ神奈川（tvk） 毎週金曜0:15 - 0:30）
- 関内エビル（2023年9月29日、テレビ神奈川（tvk） 毎週金曜23:30-23:45、セレネ・ハノンのみ出演）
- 超懐古心理遊戯チャイルドプレイ（2023年10月13日〜読売テレビ（ytv） 毎週金曜深夜時間不定期、ペガサス・ユイナのみレギュラー出演）

### ラジオ番組
- 「アルテミスの翼のアルツバ放送局」（2023年4月10日：レイナ&サナ&ユア、2023年4月17日：ユイナ&ユーリ&マリ、2023年4月24日：サエ&ハノン InterFM897 毎週月曜 22:30 - 23:00 ※2023年5月29日放送終了）
- 「rock field monthly edition interfm897」（2023年9月11日：ハノン&サナ&ユイナ&ハナ、2023年9月18日：ユア&サエ&レイナ、2023年9月25日：サエ&レイナ&ユイナ、2023年10月2日：ユア&サナ&ハナ　InterFM897 毎週月曜22:30 - 23:00）

### ウェブテレビ
- ABEMA BOATRACE CAMPUS クロちゃんとクルーちゃん2nd（2023年4月7日 - 2024年3月29日、ABEMA） - ペガ サス・ユイナのみボートレースガールズとして出演

- 南波一海のアイドル三十六房（2023年8月3日、タワレコTV）
- ミュージック★ヒットパレード（2023年9月30日、YouTube）
- ABEMA BOATRACE COLORS『クロクルパレット』（2024年4月5日 - 、ABEMA）- ペガサス・ユイナのみ